# Casa al carrer del Mar, 46 (Sant Pere Pescador)
La Casa al carrer del Mar, 46 és una obra de Sant Pere Pescador (Alt Empordà) inclosa a l'Inventari del Patrimoni Arquitectònic de Catalunya.

## Descripció
Situada dins del nucli urbà de la població de Sant Pere Pescador, al nord-est de l'antic nucli medieval de la vila.
Edifici entre mitgeres de planta rectangular, format per dues crugies, amb un llarg pati a la part posterior. Presenta la coberta a dues vessants de teula a diferents nivells, amb terrat a la part davantera, i està distribuït en planta baixa i pis. Totes les obertures de la façana principal són rectangulars. Al pis destaquen els dos finestrals de sortida a un balcó corregut, amb balustrada i llosana sostinguda per mènsules. Presenten la llinda d'obra decorada, a mode de dovelles. La façana està rematada amb la balustrada que delimita el terrat. S'assenta damunt d'una cornisa bastida amb pedruscall de mida petita, sostinguda amb mènsules decorades. La resta de la façana està arrebossada i pintada, amb les cantonades decorades a mode carreus d'obra.
A la part posterior hi ha un cos annex de planta rectangular, amb la coberta a un vessant.